# Ontario Lottery and Gaming Corporation
Ontario Lottery and Gaming Corporation (Francês: Société des loteries et des jeux de l'Ontario), conhecida simplesmente por OLG desde 2006, é a corporação que é responsável pelo cassino na província de Ontario.